# David de Paula
David de Paula Gallardo (* 3. Mai 1984 in Durango) ist ein spanischer Fußballspieler auf der Position eines Mittelfeldspielers.

## Karriere
De Paula begann seine Karriere bei seinem Heimatverein SCD Durango im Baskenland. 2002 wechselte er in die Jugendabteilung des Athletic Bilbao und spielte ab 2003 in der Tercera División für das Farmteam CD Baskonia. Ab 2004 spielte er in der B-Mannschaft Bilbaos, welche in der dritthöchsten Spielklasse der Segunda División B spielte. Danach wurde er vom FC Alicante verpflichtet, wo de Paula zwei Saisonen aktiv war und in der zweiten Saison Meister der Segunda División B wurde. 2007 kam der Wechsel zu SD Lemona, danach war er eine Saison beim SD Ponferradina aktiv, welchen er 2009 in Richtung FC Palencia verließ. Nach einer darauffolgenden Saison beim UD Logroñés wurde er 2012 von einem Erstligisten verpflichtet, nachdem er insgesamt acht Jahre in der dritten spanischen Liga gespielt hatte. Der Mittelfeldspieler wechselte nach Österreich zum Bundesligaaufsteiger Wolfsberger AC.
Sein Bundesligadebüt gab der Baske am 25. Juli 2012 gegen den FK Austria Wien, als er in der 68. Minute für seinen spanischen Landsmann Jacobo eingewechselt wurde. Das Spiel in der Lavanttal-Arena wurde 0:1 verloren. Sein erstes Bundesligator gelang am 8. Dezember 2012 wiederum gegen die Wiener Austria, als er den zwischenzeitlichen 2:2-Ausgleich bei der 3:6-Niederlage erzielte. 2014 wechselte er innerhalb der österreichischen Bundesliga zum Meister FK Austria Wien. Er unterzeichnete einen Vertrag über eineinhalb Jahre bis Sommer 2015 mit Option auf ein weiteres Jahr. Über die Ablösesumme wurde Stillschweigen vereinbart. Nach der Saison 2017/18 verließ er die Austria.
Zur Saison 2018/19 kehrte er nach Spanien zurück, wo er sich dem Drittligisten FC Barakaldo anschloss.
Auf europäischer Klubebene gab de Paula sein Debüt am 2. Juli 2005 in der 2. Runde des UI-Cups gegen den Vertreter aus Rumänien CFR Cluj. Er wurde in der 83. Minute für David Lizoain ausgewechselt. Das Spiel in Cluj wurde 1:0 verloren. Athletic schied nach einem 4:5 im Rückspiel aus.